# Lori Fung
Lori Fung (Vancouver, 21 de fevereiro de 1963) é uma ginasta canadense, que competiu em provas da ginástica rítmica.
Filha de imigrantes chineses, Lori começou a treinar na ginástica artística sob os cuidados da búlgara Liliana Dmitrova. Em 1976, aos treze anos, mudou para a modalidade rítmica. Em 1984, nos Jogos Olímpicos de Los Angeles, favorecida pelo boicote dos países do bloco soviético, Fung conquistou a primeira medalha olímpica de ouro na ginástica rítmica, ao superar atletas romenas e alemãs. Quatro anos mais tarde, decidiu aposentar-se do desporto, após ser incluída no Hall da Fama Canadense. Em 1999, fora inserida no Hall da Fama da FIG, sendo uma das quatro ginastas a receber essa honra. Atualmente, exerce a função de treinadora no Clube Elite, em Vancouver, além de membro do corpo técnico da equipe canadense de ginástica.